# Морган ап Маредид
Морган ап Маредид (валл. Morgan ap Maredudd; ум. 1316) — сын Маредида ап Грифида, чья мать, Гверфула верх Морган, была потомком Карадога, короля Гливисинга, а отец отца был сыном лорда Риса. Его отец, Маредид, был последним лордом Каэр-Лиона (умер в 1275 году). Морган был лишён своих владений Эдуардом I, по предложению Гилберта де Клера, 7-го графа Глостера. Морган поддерживал восстание Дэвида Гвинедского. В течение восстания под предводительством Мадога Гвинедского в 1294—1295 годах Морган возглавлял бунтующих в Гламоргане. Когда восставшие стали терпеть неудачи, Морган ап Маредид покорился королю и надеялся на скорое умиротворение княжества. Морган ап Мередит был прощён королём и в 1297 году стал одним из командующих королевскими войсками. Позже он женился на Гвенллиан верх Дэвид. От этого брака родилась Анхарад верх Морган, которая вышла замуж за Лливелина ап Ифора, лорда Сент-Клера. В январе 1316 года в Гламоргане началось новое восстание, возглавляемое Лливелином. В том же году Морган умер.